# Roel Reiné
Pour les articles homonymes, voir Reine.
Roel Reiné est un réalisateur néerlandais, né le 19 juillet 1970 à Eindhoven. Il a réalisé de nombreuses séries B et films direct-to-video.

## Biographie
Roel Reiné est originaire d'Eindhoven, dans la province de Brabant-Septentrional, dans le Sud des Pays-Bas.
Après plusieurs séries télévisées, il réalise son premier long métrage, The Delivery, qui sort en 1999. Il remporte alors le Veau d'or du meilleur réalisateur. En 2005, il quitte son pays pour s'installer à Los Angeles, où il dirigera de nombreux films à un rythme effréné pour divers studios comme Universal Pictures, 20th Century Fox, Sony ou Lionsgate. Il officie également comme directeur de la photographie de la plupart de ses films.
Il réalise plusieurs suites de films à succès mais dont la plupart sont des films à petit budget qui sortent directement en vidéo (The Marine 2, Death Race 2, Le Roi Scorpion 3 : L'Œil des dieux, Death Race: Inferno, En territoire ennemi 4 : Opération Congo, L'Homme aux poings de fer 2, ...).
Il réalise par ailleurs Michiel de Ruyter, qui sort en 2015. Ce film, qui retrace le parcours de l'amiral hollandais du XVIIe siècle Michiel de Ruyter, est l'un des plus chers de l'histoire du cinéma néerlandais.
En 2017, Reiné est choisi pour réaliser les deux premiers épisodes de la mini-série télévisée liée à l'univers cinématographique Marvel, Inhumans.

## Filmographie
Sauf indication contraire, les informations mentionnées dans cette section peuvent être confirmées par la base de données cinématographiques IMDb,  présente dans la section « Liens externes ».

### Réalisateur
- 1990 : De uitdaging (série télévisée)
- 1995 : Voor hete vuren (série télévisée) - 1 épisode
- 1996 : No More Control (également monteur)
- 1996 : 12 steden, 13 ongelukken (série télévisée) - 3 épisodes (également monteur)
- 1997 : Sterker dan drank (série télévisée) (également monteur)
- 1997 : Brutale meiden (série télévisée) (également monteur)
- 1998 : ’t Zal je gebeuren... (série télévisée)
- 1999 : The Delivery (également directeur de la photographie, scénariste et monteur)
- 1999 : Carwars (téléfilm)
- 2000 : De aanklacht (série télévisée) (également directeur de la photographie)
- 2000 : Verkeerd verbonden (série télévisée)
- 2002 : Sensation (documentaire)
- 2002-2003 : Sam sam (série télévisée) - 11 épisodes
- 2003 : Adrenaline (également directeur de la photographie, monteur et scénariste)
- 2008 : Blackwater Valley Exorcism (également directeur de la photographie)
- 2008 : Jeu fatal (Pistol Whipped)
- 2008 : Drifter (également directeur de la photographie et scénariste)
- 2008 : Deadwater (également directeur de la photographie et scénariste)
- 2008-2009 : Wolfseinde (série télévisée) - 4 épisodes
- 2009 : The Marine 2
- 2009 : Primal (The Lost Tribe) (également directeur de la photographie)
- 2010 : Death Race 2 (également directeur de la photographie)
- 2012 : Le Roi Scorpion 3 : L'Œil des dieux (The Scorpion King 3: Battle for Redemption) (également directeur de la photographie)
- 2012 : Death Race: Inferno (également directeur de la photographie)
- 2013 : 12 Rounds 2: Reloaded
- 2013 : Dead in Tombstone (également directeur de la photographie)
- 2014 : En territoire ennemi 4 : Opération Congo (Seal Team Eight: Behind Enemy Lines) (également directeur de la photographie et scénariste)
- 2015 : Armada (Michiel de Ruyter) (également directeur de la photographie)
- 2015 : L'Homme aux poings de fer 2 (The Man with the Iron Fists 2) (également directeur de la photographie)
- 2015 : The Condemned 2 (également directeur de la photographie)
- 2018 : Redbad - Viking, l'invasion des Francs
- 2022 : Fistful of Vengeance
- 2024 : Classified

### Producteur
- 1995 : Voor hete vuren (série télévisée) - 1 épisode
- 1996 : Doen en Laten (documentaire)
- 1997 : Fort Alpha (série télévisée) - 17 épisodes
- 1997 : Brutale meiden (série télévisée)
- 1997 : Falling (documentaire)
- 1994-1998 : 12 steden, 13 ongelukken (série télévisée) - 7 épisodes
- 1998 : Medicine Mission (documentaire)
- 2007 : Brutal d'Ethan Wiley
- 2008 : Deadwater
- 2009 : Primal (The Lost Tribe)
- 2011 : Wolf Town (également scénariste)
- 2015 : Armada

## Distinctions
Source : Internet Movie Database

### Récompenses
- DVD Exclusive Awards (en) 2001 : meilleur sortie vidéo d'un film en prises de vue réelles et meilleur montage pour The Delivery
- Festival du cinéma néerlandais d'Utrecht 1999 : veau d'or du meilleur réalisateur pour The Delivery
- Festival du cinéma néerlandais d'Utrecht 2000 : Grolsch Film Boulevard

### Nominations
- Festival du cinéma néerlandais d'Utrecht 1999 : veau d'or du meilleur film pour The Delivery
- Festival international du film de Pékin 2015 : meilleur film pour Michiel de Ruyter
- Festival du cinéma néerlandais d'Utrecht 2015 : meilleur film pour Michiel de Ruyter

## Crédits
- (en) Cet article est partiellement ou en totalité issu de l’article de Wikipédia en anglais intitulé « Roel Reiné » (voir la liste des auteurs).